# Drużnyj (obwód niżnonowogrodzki)
Drużnyj (ros. Дружный) – osiedle w Rosji, w obwodzie niżnonowogrodzkim, w rejonie kstowskim. W 2010 liczyło 2229 mieszkańców.